# Castellers de Sants

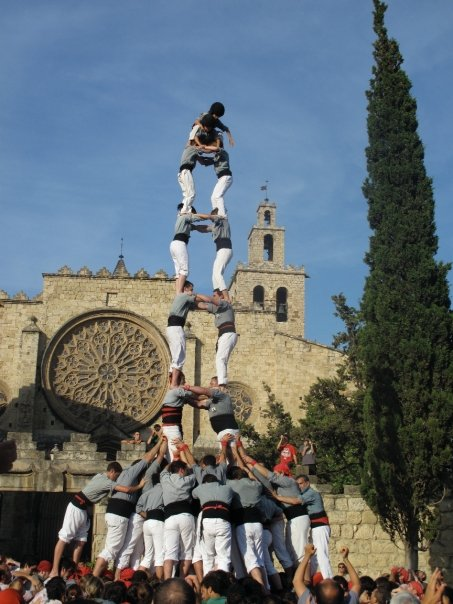
2 de 8 amb folre dels Castellers de Sants davant del Monestir de Sant Cugat (2009)

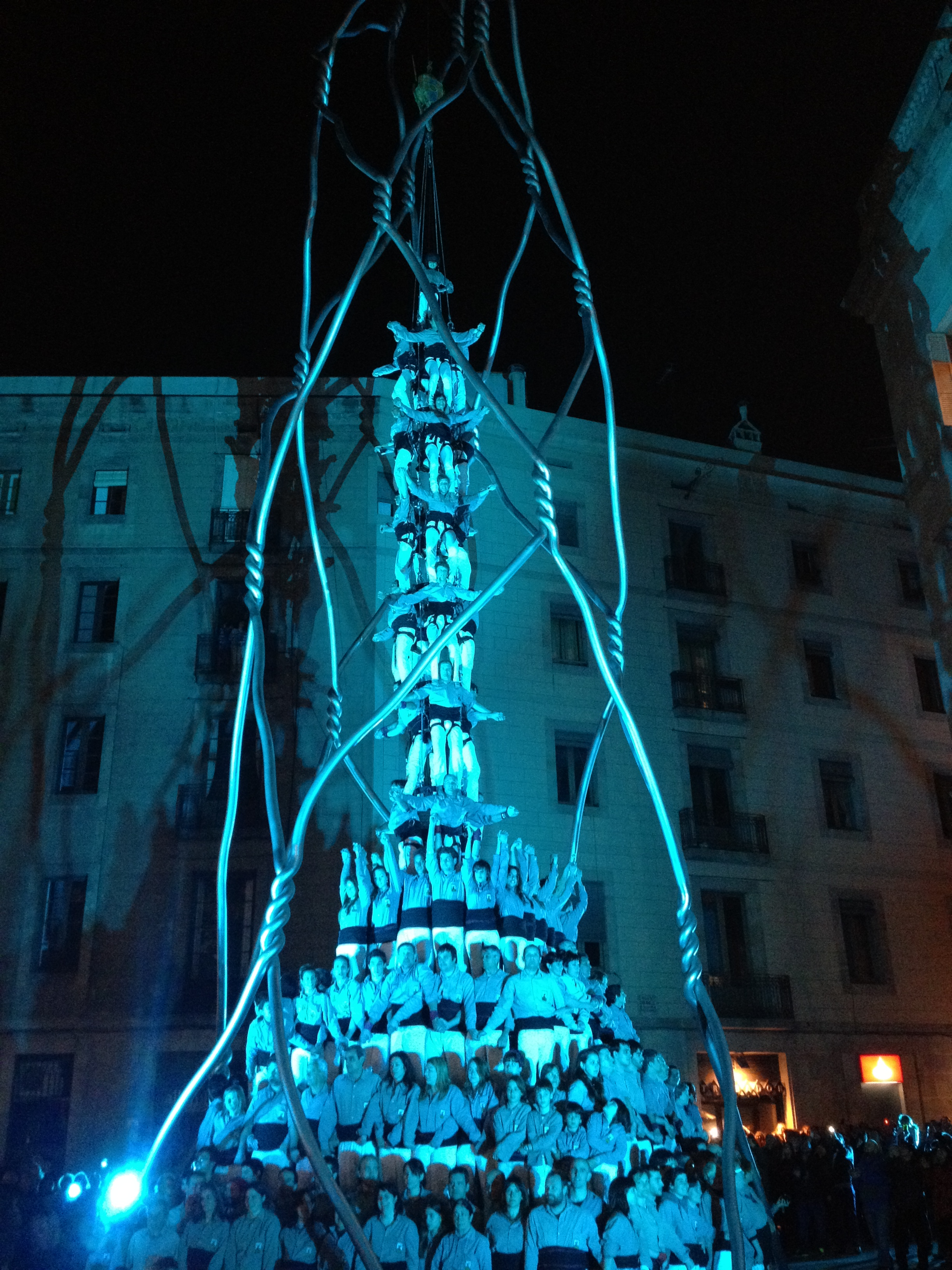
Castell especial per celebrar el 20è. aniversari dins de l'escultura "Homenatge als castellers", Barcelona, 11-03-2013

Els Castellers de Sants són una colla castellera del barri barceloní de Sants fundada l'any 1993.
Després de tot un seguit de contactes i assaigs l'any 1992, el 9 de maig de 1993 es va presentar en públic a la plaça de Bonet i Muixí. Apadrinats per la colla de Barcelona i la de Cornellà, van fer una actuació en què descarregaren el pilar de quatre caminat, el quatre de sis, el tres de sis i el cinc de cinc net.
Els membres de la colla duen una camisa grisa, en homenatge als treballadors de l'Espanya Industrial i de les antigues fàbriques tèxtils del segle xix de Sants, Hostafrancs i la Bordeta.
El sobrenom de "borinots" té el seu origen en la proposta transgresora del jovent de la colla en el moment de la tria del nom oficial. Malgrat la proposta escollida per votació va ser l'actual "Castellers de Sants" es va popularitzar "Borinots" com a sobrenom.
Celebren la seva diada castellera anual el mes d'octubre. Si bé durant la temporada castellera assagen a l'escola Jaume I del barri, el local social de la colla és un espai de la vora conegut per Cal Borinot.
Els castells més destacats dels Borinots són el cinc de nou amb folre, la torre de nou amb folre i manilles, el pilar de vuit amb folre i manilles, el tres de nou amb folre, el quatre de nou amb folre, el pilar de set amb folre, el cinc de vuit i el set de vuit.
La millor actuació es va realitzar a la seva Diada el 16 d'octubre de 2016, en que van descarregar el 3 de 9 amb folre, el 4 de 9 amb folre, el 2 de 9 amb folre i manilles i el pilar de vuit amb folre i manilles, que va esdevenir el segon castell de gamma extra descarregat per la colla. L'1 de novembre del 2016, a la Diada de Tots Sants, van descarregar el seu primer 5 de 9 amb folre, el tercer castell de gamma extra de la colla.

## Història
El 19 d'octubre de 1997, durant la cinquena Diada de la Colla, els Castellers de Sants van descarregar el seu primer quatre de vuit. El 1998 la colla no revalidà el castell de vuit pisos que aconseguí recuperar altre cop en una actuació al Maremàgnum de Barcelona 1999.
L'any 2008, al XXII Concurs de castells de Tarragona, van aconseguir carregar el seu primer castell de nou, el 3 de 9 amb folre. Aquest castell va ser descarregat per primera vegada en la diada de la mateixa colla, el 19 d'octubre de 2008. Juntament amb el 2 de 8 amb folre i el 4 de 8 van servir per ser aquesta la millor actuació de la colla fins aleshores. La colla va acabar la temporada assolint dues noves fites, d'una banda va carregar el primer pilar de 6 del seu historial a Sitges el 25 d'octubre, i d'altra va aconseguir la fita històrica de descarregar, al primer intent, el 2 de 7 aixecat per sota en la Diada dels Minyons de Terrassa celebrada el 16 de novembre al Raval de Montserrat de Terrassa, i així va recuperar un castell inèdit al segle XX vist l'últim cop feia 131 anys, l'any 1877 per part de la Colla Vella dels Xiquets de Valls.
L'1 de novembre de 2010, en una històrica diada de Tots Sants a Vilafranca del Penedès, la colla va descarregar el seu primer 4 de 9 amb folre i va completar l'actuació amb el 3 de 9 amb folre carregat, i el 2 de 8 amb folre descarregat. Per primer cop feien tres castells folrats en una mateixa actuació, i per primer cop dues aletes en castells de nou pisos. En aquesta mateixa diada els Castellers de Vilafranca descarregaven el primer 2 de 8 sense folre de la història i els Capgrossos de Mataró esdevenien colla de gamma extra.
L'11 de març de 2013 els Castellers de Sants varen celebrar el seu vintè aniversari amb un acte al Saló de Cent de l'Ajuntament de Barcelona i amb la construcció d'un castell especial i simbòlic dins de l'escultura. L'estructura, realitzada amb l'ajuda d'una grua que sostenia els castellers, s'anomenava "Castell de cara" per la seva configuració on els castellers estaven situats de cara al públic.
A la diada del XXII diada de la colla, el 19 d'octubre del 2014, la colla carregà i descarregà per primer cop el 2 de 9 amb folre i manilles, esdevenint colla de Gamma extra, la vuitena de la història i la primera de Barcelona.
A la XXXVI diada dels Minyons de Terrassa, el 16 de novembre del 2014 varen carregar el seu primer pilar de 8 amb folre i manilles, convertint-se amb la sisena colla de la història que el carrega.
En la seva XXIV Diada, el 16 d'octubre del 2016, la colla completa el camí iniciat gairebé 2 anys abans, al descarregar el seu primer pilar de 8 amb folre i manilles. Obtenint així la seva millor actuació històrica de 3 castells i pilar.
A la diada de Tots Sants del 2016 a Vilafranca del Penedès, després d'un intent desmuntat, es va carregar i descarregar per primer cop el 5 de 9 amb folre, esdevenint la sisena colla de la història que el descarrega, i essent la 3a construcció de gamma extra completada per la colla.
Durant els anys 2017 i 2018 la colla va mantenir la categoria de gamma extra descarregant quatre vegades el 2 de 9 amb folre i manilles, 2 cada any.
D'especial rellevància és el 2d9fm descarregat durant la diada de les colles locals en el marc de les festes de la Mercè, a la Plaça de Sant Jaume de Barcelona. Esdevenint així la primera colla de la ciutat en carregar i descarregar un castell de gamma extra en el marc de les festes de la ciutat i a la Plaça de Sant Jaume.
Duant la celebració del XXVII Concurs de castells de Tarragona, van aconseguir carregar el que, fins al moment, és l'últim 2 de 9 amb folre i manilles coronat; únic 2d9fm coronat que no ha descarregat la colla.
D'ençà de l'any 2019 la colla ve entrar en un procés de renovació de les estructures bàsiques. Aquest fet va fer perdre la categoria de gamma extra tot i que va mantenir la categoria de 9.
L'any 2020, a causa de l'esclat de la pandèmia de la COVID-19, l'activitat de la colla (i de tot el món casteller) es veu obligada a aturar-se pràcticament un any i mig. Durant el XXV Aniversari dels Castellers de la Vila de Gràcia la colla recupera el 4d8, el primer castell de 8 de la represa castellera.
Els anys 2022 i 2023 la colla reprèn l'objectiu de renovació d'abans de la parada pandèmica, alhora que recupera alguns castells de la gamma alta de 8 i bàsics de 9 durant el 2022, com el 2d8f durant el XXVIII Concurs de castells de Tarragona, el 5d8 a la XXX diada de la colla i el 3d9f a la Diada Mariona Galindo i Lora a Mataró.
L'any 2023 la colla celebra el seu 30è aniversari, i a finals d'any aconsegueix mantenir la categoria de 9 descarregant un 4d9f durant la XLV Diada dels Minyons de Terrassa; primer coronat en 4 anys i després de la represa.

## Castells aconseguits
La colla ha aconseguit una àmplia gamma de castells durant tota la seva història, des dels primers castells de 6 i 7 pisos assolits el mateix any de la seva fundació (1993), passant per la consolidació de bona part de les construccions de la gamma de 8 pisos i la gamma bàsica de 9, fins a assolir 3 construccions diferents de gamma extra. Amb l'assoliment de descarregar el 5d9f l'any 2016, la colla va esdevenir la única colla del món casteller que, per ara, ha aconseguit descarregar tots els castells d'aquesta gamma que ha intentat. A continuació es detallen les construccions assolides per la colla de gamma superior al 2d7, amb les dates i localitats on es van carregar i descarregar per primer cop.
| Castell                         | Carregat                            | Descarregat                         |
| 5 de 9 amb folre                | -                                   | 01.11.2016 - Vilafranca del Penedès |
| Pilar de 8 amb folre i manilles | 16.11.2014 - Terrassa               | 16.10.2016 - Sants (Barcelona)      |
| 2 de 9 amb folre i manilles     | -                                   | 19.10.2014 - Sants (Barcelona)      |
| 3 de 9 amb folre                | 5.10.2008 - Tarragona               | 19.10.2008 - Sants (Barcelona)      |
| 4 de 9 amb folre                | -                                   | 01.11.2010 - Vilafranca del Penedès |
| 4 de 8 amb l'agulla             | -                                   | 06.10.2013 - Les Corts (Barcelona)  |
| 5 de 8                          | 18.10.2009 - Sants (Barcelona)      | 24.10.2009 - Sitges                 |
| 2 de 7 aixecat per sota         | -                                   | 16.11.2008 - Terrassa               |
| Pilar de 7 amb folre            | -                                   | 06.07.2013 - Sants (Barcelona)      |
| 2 de 8 amb folre                | 16.11.2003 - Gràcia (Barcelona)     | 21.11.2005 - Gràcia (Barcelona)     |
| 7 de 8                          | -                                   | 07.10.2012 - Tarragona              |
| 3 de 8                          | 01.11.1999 - Vilafranca del Penedès | 01.11.2000 - Vilafranca del Penedès |
| Pilar de 6                      | 25.10.2008 - Sitges                 | 22.06.2013 - Reus                   |
| 4 de 8                          | -                                   | 19.10.1997 - Sants (Barcelona)      |
| 2 de 7                          | 12.11.1995 - El Clot (Barcelona)    | 12.05.1996 - Montjuic (Barcelona)   |

Dades actualitzades a abril de 2024

## Les millors actuacions

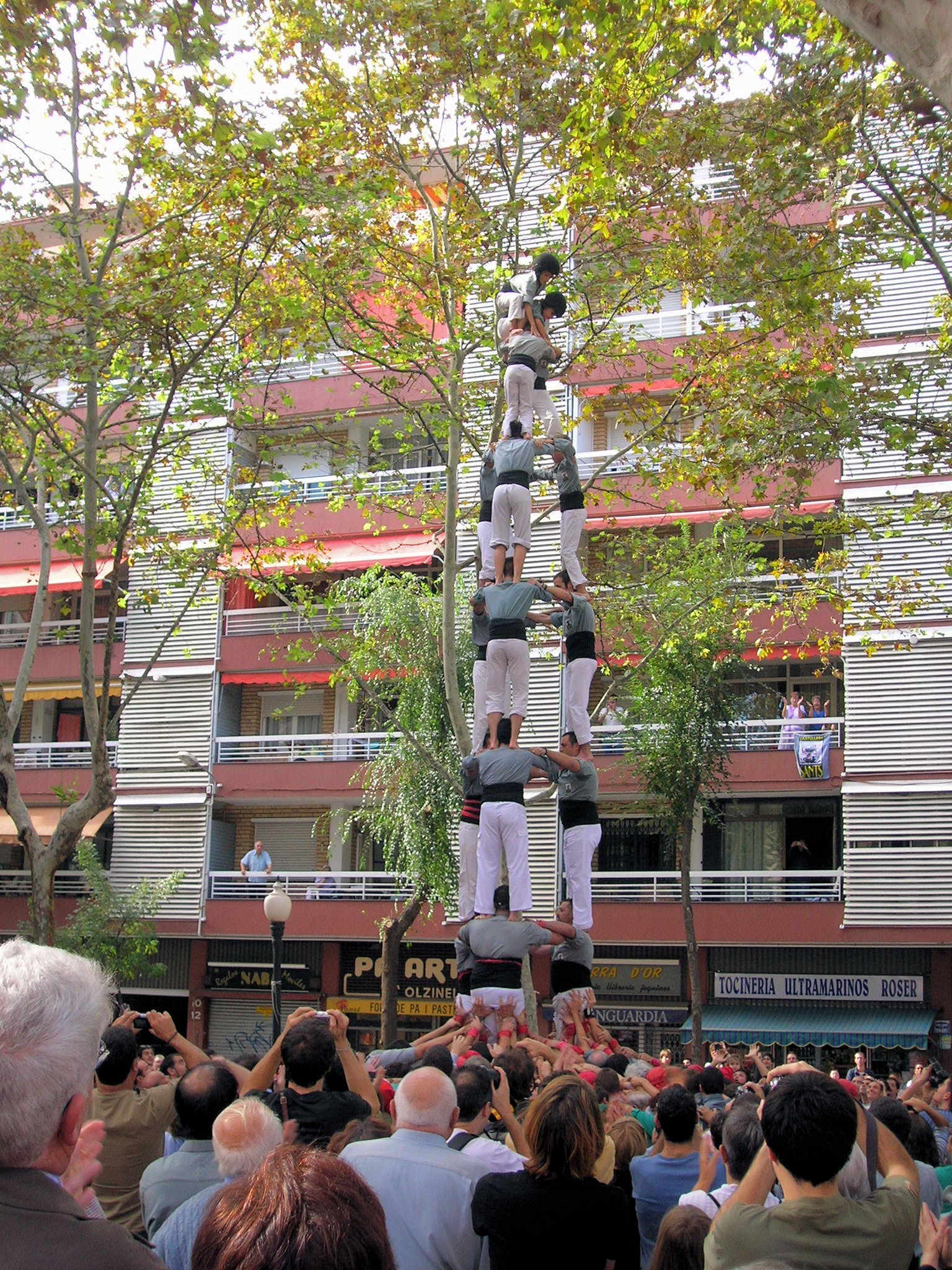
3 de 8 dels Castellers de Sants (2006)

1. 16/10/2016 XXIV Diada dels Castellers de Sants, Sants (Barcelona): 2 de 9 amb folre i manilles, 3 de 9 amb folre, 4 de 9 amb folre, i pilar de 8 amb folre i manilles.
2. 01/11/2016 Diada de Tots Sants, Vilafranca del Penedès: 3 de 9 amb folre, 2 de 9 amb folre i manilles, 5 de 9 amb folre i pilar de 6.
3. 16/11/2014 XXXVI Diada dels Minyons de Terrassa, Terrassa: 3 de 9 amb folre, 2 de 9 amb folre i manilles i pilar de 8 amb folre i manilles carregat.[29]
4. 19/10/2014 XXII Diada dels Castellers de Sants, Sants (Barcelona): 2 de 9 amb folre i manilles, 3 de 9 amb folre, 4 de 9 amb folre, i pilar de 7 amb folre carregat.[30]

## Participació en el Concurs de castells de Tarragona
| Resultat              |
| --------------------- |
| Descarregat (D)       |
| Carregat (C)          |
| Intent (I)            |
| Intent desmuntat (ID) |

Des de la seva fundació i fins al 2024, els Castellers de Sants han participat en totes les catorze edicions del Concurs de castells de Tarragona que s'han celebrat, sempre en la sessió de diumenge. Els Castellers de Sants es prenen l'actuació com una de les més importants de la temporada i hi porten els millors castells que hi poden portar a cada moment. De les fites aconseguides en els concursos en destaca l'assoliment del primer castell de nou pisos, un 3de9f carregat, al Concurs de l'any 2008.
Les seves actuacions al Concurs han estat les següents:
| Concurs                                 | Data                | Rondes   | Rondes   | Rondes    | Rondes   | Rondes | Pos.  |
| Concurs                                 | Data                | 1a       | 2a       | 3a        | 4a       | 5a     | Pos.  |
| --------------------------------------- | ------------------- | -------- | -------- | --------- | -------- | ------ | ----- |
| XV Concurs de castells de Tarragona     | 2 d'octubre de 1994 | 4de7     | 3de7     | 2de6      |          |        | 19/23 |
| XVI Concurs de castells de Tarragona    | 6 d'octubre de 1996 | 5de7     | 2de7     | 4de7a(i)  | 4de7a(i) | 3de7   | 11/18 |
| XVII Concurs de castells de Tarragona   | 4 d'octubre de 1998 | 5de7     | 4de8(i)  | 4de7a     | 2de7     |        | 10/18 |
| XVIII Concurs de castells de Tarragona  | 8 d'octubre de 2000 | 3de8(i)  | 5de7     | 2de7      | 4de7a    |        | 11/18 |
| XIX Concurs de castells de Tarragona    | 6 d'octubre de 2002 | 2de7     | 4de8(c)  | 3de7ps    |          |        | 10/18 |
| XX Concurs de castells de Tarragona     | 3 d'octubre de 2004 | 2de7     | 4de8     | 3de7ps    |          |        | 10/18 |
| XXI Concurs de castells de Tarragona    | 1 d'octubre de 2006 | 4de8     | 2de8f    | 3de7ps    |          |        | 10/18 |
| XXII Concurs de castells de Tarragona   | 5 d'octubre de 2008 | 2de8f    | 3de9f(c) | 4de8      |          |        | 6/18  |
| XXIII Concurs de castells de Tarragona  | 3 d'octubre de 2010 | 2de8f    | 3de9f(c) | 4de8      |          |        | 6/14  |
| XXIV Concurs de castells de Tarragona   | 7 d'octubre de 2012 | 5de8     | 3de9f(c) | 7de8      |          |        | 7/32  |
| XXV Concurs de castells de Tarragona    | 5 d'octubre de 2014 | 3de9f    | 4de9f(c) | 2de9fm(i) | 5de8     |        | 10/41 |
| XXVI Concurs de castells de Tarragona   | 2 d'octubre de 2016 | 3de9f    | 4de9f    | 2de9fm    |          |        | 6/45  |
| XXVII Concurs de castells de Tarragona  | 7 d'octubre de 2018 | 3de9f(c) | 3de9f    | 2de9fm(c) | 4de8     |        | 7/42  |
| XXVIII Concurs de castells de Tarragona | 2 d'octubre de 2022 | 4de8     | 3de8     | 2de8f(id) | 2de8f    |        | 9/41  |
| XXIX Concurs de castells de Tarragona   | 6 d'octubre de 2024 | 2de8f    | 4de9f    | 7de8(i)   | 3de7     |        | 11/42 |

## Viatges i sortides
Dins el vessant de difusió de la cultura catalana i concretament del castells, al llarg dels seus anys d'existència, els borinots han lluït la camisa grisa i donat a conèixer els castells i el nom del barri de Sants com el de la ciutat de Barcelona als següents llocs:
- Agost 2013: Índia,  Índia[4]
- Agost 2014: Copenhaguen,  Dinamarca, convidats pels Xiquets de Copenhaguen[31]
- Juny 2014: Lisboa,  Portugal[32]
- Agost 2014: Estocolm,  Suècia, convidats per l'Ajuntament d'Estocolm[33]
- Juny 2023: Neuchâtel i Zúric,  Suïssa, convidats pel Casal Català de Zúric[34]
- Juny 2025: L'Alguer, convidats pels Mataresos de l'Alguer[35][36]